# Julian von Schleinitz
Julian von Schleinitz (Berchtesgaden, 19 settembre 1991) è un ex slittinista tedesco.
È figlio di Ute Hankers, ex pallavolista di livello internazionale, nonché fratello di Kilian e Caroline, rispettivamente skeletonista e slittinista di alto livello.

## Biografia
Iniziò a gareggiare per la nazionale tedesca nelle varie categorie giovanili, ottenendo, quali migliori risultati, la vittoria nella graduatoria finale della Coppa del Mondo juniores nel 2009/10 e sei medaglie d'oro, tre nel singolo e tre nelle gare a squadre, conquistate ai campionati mondiali di categoria di Nagano 2009, Igls 2010 ed Oberhof 2011.
A livello assoluto esordì in Coppa del Mondo il 4 dicembre 2010 nella tappa di Winterberg ed in quella stessa occasione ottenne il suo primo podio, giungendo terzo nel singolo alle spalle di Armin Zöggeler e David Möller. In classifica generale, come migliore piazzamento, giunse all'undicesimo posto nel singolo nel 2014/15.
Prese parte ad una edizione dei campionati mondiali, a Sigulda 2015, dove concluse la prova individuale in nona posizione.
Vinse inoltre un titolo nazionale nella gara a squadre.
Si ritirò dalle competizioni al termine della stagione 2017/18, dopo non essere riuscito a qualificarsi per i Giochi di Pyeongchang 2018.

## Palmarès

### Mondiali juniores
- 6 medaglie:
  - 6 ori (singolo, gara a squadre a Nagano 2009; singolo, gara a squadre ad Igls 2010; singolo, gara a squadre ad Oberhof 2011).

### Coppa del Mondo
- Miglior piazzamento in classifica generale nel singolo: 11° nel 2014/15.
- 2 podi (nel singolo):
  - 2 terzi posti.

### Coppa del Mondo juniores
- Vincitore della Coppa del Mondo juniores nel singolo nel 2009/10.

### Coppa del Mondo giovani
- Miglior piazzamento in classifica generale nel singolo: 3° nel 2007/08.

### Campionati tedeschi
- 4 medaglie:
  - 1 oro (gara a squadre a Schönau am Königssee 2013);
  - 1 argento  (gara a squadre a Winterberg 2014);
  - 2 bronzi (singolo a Winterberg 2014; singolo ad Oberhof 2015).